# Пугало-убийца
«Пугало-убийца» (англ. Srarecrow Slayer) — американский малобюджетный слэшер-фильм ужасов 2003 года, снятый режиссёром Дэвидом Майклом Лэттом и выпущенный сразу на видео.

## Сюжет
Два друга, Дейф и Карл, пытаются украсть пугало с фермы Калеба Килгора, отца которого пугало убило много лет назад, когда Калеб был ещё ребёнком. При неудачной попытке украсть пугало с поля фермера Дейф погибает. Душа Дейва вселяется в пугало, превратив его в пугало-убийцу. Дейф в образе пугало решает вернуть себе свою бывшую подругу Мэри. Оно убивает всех, кто встаёт у него на пути, и мешает превращению Мэри в такое же пугало. Карл, пожертвовав собой, намеренно превращается в пугало и вступает с Дейвом в смертельную схватку…

## В ролях
- Тони Тодд — Калеб Килгор
- Николь Кингстон — Мэри Андерсон
- Дэвид Кастро — Карл
- Джессика Мэттсон — Шейла
- Стивен Шульц — Гэвин
- Ким Литтл — помощник шерифа Рэйчел Лендер
- Скотт Карсон — помощник шерифа Ларри Лендер
- Элизабет Перри — Джуди
- Тодд Рекс — пугало
- Д.С. Дуглас — доктор Бакстер
- Стивен Глинн — Бартлетт
- Бретт Эриксон — Дейф
- Брендан Аукойн — Рик
- Джонатан Мерфи — Джобин
- Скотт Париетти — Уайт
- Робин Дейл Майерс — интервьюер Ким
- Тэмми Шеффилд — медсестра Мэнди
- Марк Ирвингсен — Боб
- Шеннон Янг — Руби
- Марк Флауэрс мл. — Орсон Килгор
- Дэвид Диллон — Калеб Килгор в детстве

## Съёмочная группа
- Режиссёр: Дэвид Майкл Лэтт
- Продюсеры: Эммануэль Итье, Скотт Пфайффер, Таня Йорк
- Сценаристы: Дэвид Майкл Лэтт, Джоэль Ньюман, Билл Каннингем
- Оператор: Джон Уиллис
- Композитор: Винсент Гиллиоз

## Критика
Brian W. Collins написал разгромную рецензию на картину.